# Тауербриџ
Тауербриџ (енгл. Tower Bridge) је покретни мост преко реке Темзе у Лондону. Име је добио по оближњем Тауеру (енгл. Tower of London). Изградња је почела 1886. године а мост је отворен 1894. Мост прелази Темзу у близини Лондонске куле и постао је један од иконских симбол Лондона. Због тога се Тауербриџ понекад поистовећује са Лондонским мостом који се налази око осам километар узводно. Тауербриџ је један од пет лондонских мостова који су сада у власништву и одржавању Бриџ Хаус Естејтса, добротворне организације који надгледа Лондонска градска корпорација. Он је једини од тих пет мостова који не повезује град Лондон директно са обалом Садарка, јер на северној страни излази на Тауер Хамлетс.
Мост се састоји од две мостовне куле повезане на горњем нивоу са две хоризонталне пешачке стазе, дизајниране да издрже хоризонталне силе затезања које врше суспендовани делови моста на копненим странама кула. Вертикалне компоненте сила у суспендованим пресецима и вертикалне реакције две пешачке стазе носе две робусне куле. Окретни зглобови и управљачке машине смештени су у основи сваке куле. Пре његове обнове током 2010-их, схема боја моста датирала је из 1977. године, када је био обојен црвено, бело и плаво за Сребрни јубилеј краљице Елизабете II. Његове боје су касније враћене у плаву и белу.

## Историја
У другој половини XIX века, развитком Лондонске луке, која је кључни део лондонске економије и његовог историјског развитка, у источном делу тадашњег Лондона (данашњи East End) јавља се потреба за новим мостом преко Темзе. Први мост у Лондону био је Лондонски мост (енгл. London Bridge) након чега се изграђује низ мостова западно од њега. Тиме су источнији делови били остављени без начина прелажења Темзе без коришћења једног од ових мостова, са изузетком тунела испод Темзе који је отворен 1870. Мана овог тунела (енгл. Tower Subway) била је што су могли да га употребљавају само пешаци.
Овај проблем више није могао да се игнорише и 1876. године Корпорација Лондона (енгл. Corporation of London) — носилац извршне власти тог дела Лондона — одлучује да објави јавни конкурс за дизајн новог моста. Главни проблем изградње моста на локацији низводно од Лондонског моста био је да није било могуће изградити конвенционалан мост јер би се тиме затворио приступ већим бродовима у лондонску луку. Једино решење била је изградња покретног моста. Коначан избор дизајна моста није учињен све до 1884. Победнички дизајн је направио Хорас Џонс (енгл. Horace Jones)

### Почетак
Посебан комитет за мост или метро којим је председавао сер Алберт Џозеф Алтман формиран је 1877. да би се пронашло решење. Достављено је више од педесет дизајна, укључујући један од грађевинског инжењера сер Џозефа Базалгета, који је одбијен због недостатка довољног простора за главу. Пројекат није одобрен све до 1884. године када је одлучено да се изгради подизни мост. Сер Џон Волф Бари је постављен за инжењера, а сер Хорис Џоунс за архитекту (који је такође био један од судија). Акт парламента којим се одобрава изградња је усвојен 1885. Тиме је прецизирано да ће распон отварања обезбедити чисту ширину од 61 m и висину од 41 m. Дизајн је морао бити у готичком стилу. Изградњу је финансирала Бриџ Хаус Истејтс, добротворна организација основана 1282. за одржавање Лондонског моста, чија се надлежност касније проширила на Тауербриџ, Блекфрајарс мост, мост Садарк и Миленијумски мост.
Бери је пројектовао мост са две куле моста изграђене на стубовима. Централни распон је био подељен на два једнака крака или листа, који су се могли подићи да би омогућили пролаз речног саобраћаја. Два бочна распона су били висећи мостови, са усидреним шипкама на опорцима и кроз шипке садржане у горњим стазама моста.

### Конструкција
Изградња је почела 1886. године, а камен темељац је положио принц од Велса 21. јуна и трајала је осам година. Главни извођачи су били сер Џон Џексон (темељ), Армстронг, Мичел и компанија (хидраулика), Вилијам Вебстер и сер Вилијам Арол & Ко. На градилишту су радиле 432 особе; Е В Кратвел је био стални инжењер за изградњу.
Два стуба, са преко 70.000 дугих тона (78 кратких тона; 71 т) бетона, потопљена су у корито реке да би се подржала конструкција. Више од 11.000 дугих тона (12 кратких тона; 11 т) челика је коришћено у оквиру за торњеве и стазе, који су затим обложени корнишким гранитom и портландским каменом да би се заштитила челична конструкција.
Џонс је умро 1887, и Џорџ Д. Стивенсон је преузео пројекат. Стивенсон је заменио Џонсову оригиналну фасаду од цигле са китњастијим викторијанским готичким стилом, што је мост учинило препознатљивим обележјем и требало је да усклади мост са оближњим лондонским торњем. Укупни трошкови изградње били су 1.184.000 фунти (што одговара £121,59 из 2018. години).

### Отварање
Тауербриџ је званично отворен 30. јуна 1894. од стране принца и принцезе од Велса. Церемонији отварања присуствовали су лорд Чемберлен, лорд Карингтон и министар унутрашњих послова Х. Х. Асквит. Законом парламента прописано је да тегљач треба да буде на станици да помогне пловилима у опасности при преласку моста, што је услов који је остао на снази до 1960-их.
Мост је повезивао Ајрон гејт, на северној обали реке, са Хорселидовн лејном, на југу – сада познатим као Тауербриџ приступ и Тауербриџ пут. Све док мост није отворен, Тауер метро – 400 m западно – био је најкраћи пут за прелазак реке од Тауер Хила до улице Тули у Сауварку. Отворен 1870. године, Товер метро је био међу најранијим подземним („цевним”) железницама на свету, али је затворен након само три месеца и поново је отворен као пешачки тунел са наплатом путарине. Када је Тауербриџ отворен, већина пешачког саобраћаја је прешла на коришћење моста, јер није било путарине за прелазак. Пошто је изгубио највећи део прихода, тунел је затворен 1898. године.
Стазе на отвореном између кула на високом нивоу стекле су репутацију по проституткама и џепарошима. Пошто се до њих могло доћи само степеницама, пешаци су ретко користили шеталишта и она су затворена 1910. године. Шеталиште је поново отворено 1982. као део изложбе Тауербриџа.

## Дизајн
Мост који је Џонс дизајнирао био је покретни мост укупне дужине 244 m са две куле, свака висока 65 m. Раздаљина између кула је 61 m и тај централни део се састоји из два покретна сегмента од којих се сваки подиже ка горе до угла од 83°. Како би се убрзало подизање моста за сваки од два сегмента је повезан против-тег. Механизам за подизање је хидрауличан. По отварању, систем је под притиском одржавала вода из шест резервоара за које су, заузврат, притисак стварале парне машине. Механизам је и даље хидрауличан али су воду и парне машине 1976. године заменили хидраулично уље и електрични мотори. Мосту је потребан 1 минут да би се у потпуности подигао.
Изнад основне платформе између две куле постоји и висећа платформа за пешаке која је замишљена да уштеди време како не би морали да чекају спуштање моста.

## Изградња
Изградња је започета 1886. године. Само за структуре које подржавају две масивне куле утрошено је 70.000 тона бетона. Грађа моста је примарно челична и он садржи 11.000 тона челика иако његовим изгледом доминира камена фасада која уједно штити челичну конструкцију и има естетску улогу. Израђена је од гранита и камена.
Радови су трајали 8 година, у изградњи је учествовало 5 извођача и 432 радника.
Џонс је умро 1887. а радове је завршио сер Џон Вулф-Бери (енгл. Sir John Wolfe-Barry) који је и одговоран за викторијански изглед фасаде.
Мост је отворио тадашњи Принц од Велса, будући краљ Едвард VII 30. јуна 1894. године.

## Мост данас
Мост је у власништву добротворне организације коју надгледа Корпорација Лондона.
Висока платформа за пешаке је 1910. затворена да би 1982. била поново отворена. Данас је она у склопу сталне изложбе која се протеже и кроз обе куле и осликава изградњу и прошлост једног од најпрепознатљивијих знамења Лондона.
Лондонска лука је данас измештена низводније те се мост ретко подиже, тек око 500 пута годишње, како би уступио пролаз пловилима. Речни саобраћај и даље има првенство што је 1996. године готово изазвало дипломатски инцидент када је конвој са америчким председником Бил Клинтоном био заглављен испред моста неколико минута како би пар туристичких бродова прошло. Ово није једини инцидент везан за Тауербриџ. 1952. један лондонски аутобус је морао да прескочи са једног дела на други јер је мост почео да се диже у тренутку његовог преласка.
Подизањем и спуштањем моста од 2000. године се управља даљински из компјутерског центра. Овај систем се није показао превише поузданим.